# Spy × Family Code: White
Pour plus de détails, voir Fiche technique et Distribution.
Spy × Family Code: White (劇場版 SPY×FAMILY CODE: White, Gekijō-ban Supai Famirī Kōdo: Howaito) est un film d'animation japonais réalisé par Takashi Katagiri, scénarisé par Ichirō Ōkouchi et produit par les studios CloverWorks et Wit Studio, sorti en 2023. Il s'agit d'une histoire originale basée sur le manga Spy × Family de Tatsuya Endo.

## Synopsis
Après avoir reçu l'ordre d'être remplacé dans l'Opération Strix, Loid décide d'aider Anya à remporter un concours de cuisine à l'école Eden en préparant le repas préféré du directeur. Ce coup d'éclat serait un grand pas dans la mission et permettrait à Loid d'éviter son remplacement. Les Forger décident de s'installer dans la région d'origine du repas qui doit être préparé pour bien s'approprier la recette. Mais une chaîne d'évènements se succèdent qui pourrait potentiellement mettre en danger la paix mondiale.

## Fiche technique
- Titre : Spy × Family Code: White
- Titre original :劇場版 SPY×FAMILY CODE: White (Gekijō-ban Supai Famirī Kōdo: Howaito)
- Réalisation : Takashi Katagiri
- Scénario : Ichirō Ōkouchi d'après le manga Spy × Family de Tatsuya Endo
- Musique : [K]NoW_NAME
- Photographie : Akane Fushihara
- Société de production : CloverWorks et Wit Studio
- Société de distribution : Sony Pictures Entertainment, Crunchyroll
- Pays :  Japon
- Genre : Animation, Action, comédie, techno-thriller et tranche de vie
- Durée : 110 minutes[1]
- Dates de sortie : 
  -  Japon : 22 décembre 2023
  -  France : 17 avril 2024

## Distribution

### Voix originales
- Takuya Eguchi : Twilight (黄昏, Tasogare?) / Loid Forger (ロイド・フォージャー, Roido Fōjā?)
- Atsumi Tanezaki : Anya Forger (アーニャ・フォージャー, Ānya Fōjā?)
- Saori Hayami : Princesse Ibara (いばら姫, Ibara Hime?) / Yor Forger (ヨル・フォージャー, Yoru Fōjā?)
- Kenichirō Matsuda : Bond Forger (ボンド・フォージャー, Bondo Fōjā?) / Narrateur
- Yūko Kaida : Handler (管理官, Handorā?) / Sylvia Sherwood (シルヴィア・シャーウッド, Shiruvuia Shāuddo?)
- Ayane Sakura : Nocturna (夜帷, Tobari?) / Fiona Frost (フィオナ・フロスト, Fiona Furosuto?)
- Hiroyuki Yoshino (ja) : Franky Franklin (フランキー・フランクリン, Furankī Furankurin?)
- Kensho Ono (ja) : Yuri Briar (ユーリ・ブライア, Yūri Buraia?)
- Kazuhiro Yamaji (ja) : Henry Henderson (ヘンリー・ヘンダーソン, Henrī Hendāson?)
- Natsumi Fujiwara (ja) : Damian Desmond (ダミアン・デズモンド, Damian Dezumondo?)
- Emiri Katō (ja) : Becky Blackbell (ベッキー・ブラックベル, Bekkī Burakkuberu?)
- Banjō Ginga : Snyder (スナイデル, Sunaideru?)
- Shunsuke Takeuchi (ja) : Type F (タイプF, Taipu F?)
- Tomoya Nakamura : Dmitri (ドミトリ, Domitori?)
- Kento Kaku (ja) : Luka (ルカ, Ruka?)

### Voix françaises
- Glen Hervé : Loid Forger / Twilight
- Lila Lacombe : Anya Forger
- Adeline Chetail : Yor Forger / la princesse Ibara
- Bruno Magne : Bond Forger et le narrateur
- Marion Gress : Sylvia Sherwood / Handler
- Sophie Planet : Fiona Frost / Nocturna
- Jean-Rémi Tichit : Franky Franklin
- Yoann Sover : Yuri Briar
- Julien Kramer : Henry Henderson
- Thomas Sagols : Damian Desmond
- Bianca Tomassian : Becky Blackbell
- Éric Peter : Snyder
- Zina Khakhoulia : Emile Elman
- Chantal Baroin : Camilla
- Valérie Bescht : Milly
- Jessy Dubuis : Ewen Egeberg

Version française dirigée par Barbara Tissier au studio Cinéphase, d'après une adaptation des dialogues de Bob Yangasa.
 Source et légende : version française (VF) sur RS Doublage et carton cinématographique du doublage français.

## Production
Le film a été annoncé le 18 décembre 2022 lors de la 23e édition de la Jump Festa sous la supervision de Tatsuya Endo. Lors d'une présentation à l'évènement AnimeJapan le 25 mars 2023, le titre du film est dévoilé : Spy × Family Code: White. Il est révélé également que Takashi Katagiri sera le réalisateur, Ichirō Ōkouchi le scénariste et les studios d'animation CloverWorks et Wit Studio à la production. Le 12 septembre 2023, deux membres du casting sont annoncés : Tomoya Nakamura et Kento Kaku (ja) qui incarneront les voix de deux méchants originaux, respectivement Dmitri et Luka. Le 22 septembre 2023, deux nouveaux méchants sont annoncés dans le casting, Snyder et Type F, incarnés respectivement par Banjō Ginga et Shunsuke Takeuchi (ja).

## Musique
Le 30 octobre 2023, lors de la publication d'une nouvelle bande annonce sur les réseaux sociaux, le nom du thème principal est annoncé, Soulsoup, et est interprété par Official Hige Dandism. Le jour de l'avant-première, la chanson finale est révélée, intitulé Why (光の跡, Hikari no Ato) et est interprétée par Gen Hoshino.
La bande originale du film est réalisée par le groupe [[:[K]NoW_NAME]] (en) qui a déjà composé les musiques de la saison 1 et de la saison 2 de la série télévisée,.
Albums de [K]NoW_NAME
Spy × Family
(2022-2023)
Toutes les chansons sont écrites et composées par Shuhei Mutsuki ([K]NoW_NAME).
| 1.  | Masquerade                                            | 0:56 |
| 2.  | pseudo family                                         | 4:14 |
| 3.  | Surveillant on the roof                               | 1:13 |
| 4.  | three sings                                           | 1:41 |
| 5.  | The beginning of the journey (Musique d'introduction) | 2:38 |
| 6.  | treasure key                                          | 1:47 |
| 7.  | chocolate thieves                                     | 0:34 |
| 8.  | crisis in the train                                   | 0:39 |
| 9.  | Instant kill                                          | 0:16 |
| 10. | Frigis                                                | 0:39 |
| 11. | rubble and bonds                                      | 1:29 |
| 12. | leave request                                         | 0:48 |
| 13. | Hound's nose                                          | 1:36 |
| 14. | Battle of accuracy                                    | 1:53 |
| 15. | Quick shopping                                        | 0:50 |
| 16. | city market                                           | 0:29 |
| 17. | SHOOTING GALLERY                                      | 1:44 |
| 18. | Wine doping                                           | 1:14 |
| 19. | The promise of that day                               | 1:31 |
| 20. | Colonel Snidel                                        | 1:08 |
| 21. | Find the ingredients!                                 | 2:11 |
| 22. | Shall we all go?                                      | 1:42 |
| 23. | Microfilm                                             | 0:46 |
| 24. | Domitri and Luca                                      | 0:45 |
| 25. | flying battleship                                     | 1:24 |
| 26. | Blizzard                                              | 0:41 |
| 27. | toilet paradise                                       | 2:11 |
| 28. | hold and rip                                          | 0:31 |
| 29. | Dog fight                                             | 2:17 |
| 30. | Snow Smoke                                            | 2:03 |
| 31. | Her long-awaited...                                   | 0:22 |
| 32. | Type F                                                | 1:54 |
| 33. | Enormity                                              | 2:58 |
| 34. | disguise doesn't lose                                 | 1:03 |
| 35. | The Last Warning                                      | 1:29 |
| 36. | Ditching                                              | 2:36 |
| 37. | Diamond dust                                          | 1:16 |
| 38. | end up                                                | 0:22 |
| 39. | the family's way home                                 | 1:13 |
| 40. | Cooking Class                                         | 0:38 |
| 41. | Where should we go next                               | 0:47 |
| 42. | CODE: White (Piste principale)                        | 3:38 |
| 1h  |                                                       |      |

## Marketing
Le 2 juillet 2023, une collaboration entre le film et le jeu vidéo Street Fighter 6 est annoncée en postant une affiche illustrée par l'illustratrice et designer Chisato Mita de chez Capcom, mettant en avant les personnages Yor Forger et Chun-Li. Le 4 décembre 2023, Capcom a publié sur les réseaux sociaux une courte vidéo en animation mettant en scène Yor et Chn-Li qui se battent sur l'arène Suval'hal Arena du jeu. L'animation est réalisée par Shunsuke Aoki de Wit Studio et Kyōji Asano qui a travaillé sur le storyboard et la conception des personnages. La vidéo révèle également que les éléments de collaboration dans le jeu seront publiés le 9 janvier 2024. Le jour de la sortie, Capcom révèle que les éléments de collaboration sont des costumes pour les avatars basés sur la robe de Yor quand elle est en princesse Ibara et le costume cyan foncé emblématique de Loid. Les coiffures des deux même personnages sont également ajoutées à la création de l'avatar. Les joueurs qui se connecteront pendant la période de collaboration, qui durera jusqu'au 31 janvier, recevront des objets gratuits comme des cadres photo, des autocollants et des titres de joueurs. Le Battle Hub recevra également une refonte temporaire pour promouvoir le film.
Le 10 juillet 2023, une collaboration avec le film Mission impossible : Dead Reckoning est effectuée avec la publication d'une illustration. Cette dernière représente une affiche parodiant celle du film Mission impossible en mettant en vedette les personnages principaux de l'anime remplaçant le casting du film. Une vidéo est également publiée présentant des extraits de Dead Reckoning narrés par les doubleurs de Code : White. Le 19 septembre 2023, une nouvelle collaboration est effectuée avec cette fois-ci le film Wish : Asha et la Bonne Étoile. Il s'agit de nouveau d'une affiche parodiant celle du film de Disney affichée à sa sortie dans les salles japonaises, mettant en vedette Anya et son chien Bond. Une bande annonce combinant les deux films est également publiée.
Le jour de la sortie du film, le grand magasin Shibuya 109 a érigé une statue représentant le chien Bond avec une pose identique à la statue du chien Hachikō située à côté de la gare de Shibuya, ornée des mots 
Chūken Bondo (忠犬ボンド, litt. « Chien fidèle Bond ») en référence à l'inscription de la statue de Hachikō.

## Produits dérivés
Une adaptation en roman est publiée le 22 décembre 2023, le même jour que la première du film. Il est édité par la Shūeisha et écrit par Aya Yajima, qui a également écrit le roman SPY×FAMILY: Family Portrait avec. Le roman est basé sur l'intrigue du film et le scénario de Ichirō Ōkouchi.
Un livret à tirage limité est distribué exclusivement aux premiers spectateurs du cinéma au Japon. Il contient un manga original de 8 pages réalisé par le créateur du manga Tatsuya Endo, des entretiens avec Endo, l'équipe de l'anime et les doubleurs, avec une couverture illustrée également par Endo. Le tirage est limité à 4 millions d'exemplaires,. 

## Accueil

### Sortie
Le film sort en salles au Japon le 22 décembre 2023 avec une première projection à minuit dans 9 cinémas répartis dans 5 villes. Le 6 novembre 2023, Crunchyroll annonce avoir obtenu la licence du film et va distribuer le film en 2024 en VO sous-titrée en collaboration avec Sony Pictures Entertainment dans les cinémas d'Amérique du Nord, Amérique Latine, Australie / Nouvelle Zélande et d'Europe (France, Benelux, Suisse, Allemagne, Italie, Espagne, Portugal, Autriche et les pays nordiques). En février 2024, Crunchyroll et Sony Pictures Entertainment annoncent la sortie en version originale sous-titrée et en version française dans les cinémais français à partir du 17 avril 2024,.

### Réception
Le film a été acclamé par la critique au Japon. Il a vendu 866 436 billets et gagné 1,224 milliard de yens au cours des trois premiers jours (du vendredi 22 au dimanche 24 décembre), ce qui lui a valu la première place au classement du box-office japonais. Le deuxième week-end après la sortie, le film a conservé sa première position, en vendant environ 585 000 billets et en gagnant 800 millions de yens, portant le total des billets vendus à 2,08 millions pour un total cumulé de 2,8 milliards de yens de revenus. Plus tard, le 4 janvier, il a été rapporté que le film avait vendu 2,59 millions de billets, générant plus de 3,4 milliards de yens de revenus. Le lundi 8 janvier, au cours du troisième week-end, le film est resté à la première place du classement du box-office et a vendu 3,29 millions de billets pour un total cumulé de 4,41 milliards de yens de revenus.